# Antichiropus sulcatus
Antichiropus sulcatus är en mångfotingart som beskrevs av Carl Graf Attems 1911. Antichiropus sulcatus ingår i släktet Antichiropus och familjen orangeridubbelfotingar. Inga underarter finns listade i Catalogue of Life.